# Грабар Петро Миколайович
Петро́ Микола́йович Граба́р  (*10 вересня 1898, Київ — †25 січня 1986, Париж, Франція) — вчений у галузі хімії, біохімії, імунології, імунохімії.

## Біографія
Навчався в Пажеському корпусі (Петроград), Інженерній хімічній школі (Ліль), Страсбурзькому університеті (доктор наук, 1930).
Петро Грабар народився в родині потомственного дворянина. Його батько — Микола Грабар — сенатор, радник Касаційного суду в Санкт-Петербурзі, мати — баронеса Єлизавета Притвіц. Брат — Андрій Грабар — фахівець у галузі давньохристиянського та візантійського мистецтва (професор Коллеж-де-Франс, дійсний член Французької Академії наук).
В еміграції з 1919 року. Після навчання переїхав до Страсбурга, де одержав посаду завідувача лабораторією клінічної медицини в Страсбурзькому університеті (1926—1930). 1930-38 — асистент кафедри біохімії. Як вчений формувався під впливом професора медичної хімії Леона Блюма: П.Грабар вивчав біохімічні властивості патогенезу діабету, розробляв методи очистки інсуліну. 1942 — захистив у Сорбонні другу докторську дисертацію на тему: розробка методу ультрафільтрації білків. 1938 — очолив лабораторію в Інституті Пастера в Парижі. Для удосконалення знань з імунохімії стажувався в США у основоположника цього напрямку науки М.Гейдельбургера. Саме тоді П. Грабар з біохіміка та фізико-хіміка перетворився у відданого імунолога. 1946-68 — завідував Відділом хімії мікробів в Інституті Пастера. 1960 — призначений директором Інституту з вивчення раку в Національному центрі наукових досліджень Франції у Вільжюїфі. П.Грабар запропонував онкологам кілька методів діагностики ряду форм ракових новоутворень. Майбутній розвиток науки підтвердив велику перспективність дослідницької програми вченого в галузі онкоімунології.
П. Грабар, як вчений, мав високий міжнародний авторитет. На 1-му Міжнародному конгресі імунологів (США, 1971) він був названий серед 5-ти найвидатніших імунологів світу. Його монографія «Імуноелектрофоретичний аналіз» (співавтор П.Буртен) перекладена багатьма мовами. Вчений — основоположник Французького товариства імунологів, багаторічний його президент.

## Нагороди
Серед відзнак П.Грабаря, зокрема, премія Пастера, срібна медаль Національного центру наукових досліджень Франції, Міжнародна премія з імунології імені Е.Берінга, Гран-Прі Інституту Франції.
П. Грабар — учасник французького Руху опору, Кавалер та Офіцер ордена «Почесного Легіону», Командор «Академічних Пальм».